# Mörttjärnen (Idre socken, Dalarna)
Mörttjärnen är en sjö i Älvdalens kommun i Dalarna och ingår i Dalälvens huvudavrinningsområde.